# 4256 Kagamigawa
4256 Kagamigawa је астероид главног астероидног појаса чија средња удаљеност од Сунца износи 2,351 астрономских јединица (АЈ).
Апсолутна магнитуда астероида је 13,4.